# Honghua (socken i Kina, Hunan)
Honghua (kinesiska: 红花, 红花乡) är en socken i Kina. Den ligger i provinsen Hunan, i den södra delen av landet, omkring 72 kilometer norr om provinshuvudstaden Changsha. Antalet invånare är 24333. Befolkningen består av 11 897 kvinnor och 12 436 män. Barn under 15 år utgör 17,0 %, vuxna 15-64 år 73 %, och äldre över 65 år 8,0 %.
Genomsnittlig årsnederbörd är 1 879 millimeter. Den regnigaste månaden är maj, med i genomsnitt 312 mm nederbörd, och den torraste är oktober, med 57 mm nederbörd.